# نسيج دهني في نخاع العظم
النسيج الدهني في نخاع العظم، الذي يسمى أيضًا النسيج الدهني النقوي، هو نمط من التجمع الدهني في نخاع العظم. يزداد عندما تنقص كثافة العظم كما يحدث في هشاشة العظام وفقدان الشهية العصبي والحميات التي تقيد السعرات الحرارية وفقدان الوزن الهيكلي (السفر إلى الفضاء) واستخدام علاجات مرض السكري. وينخفض في حالات فقر الدم وسرطان الدم وفشل القلب الناتج عن ارتفاع ضغط الدم واستجابةً للهرمونات (الإستروجين والليبتين وهرمون النمو) وفي حالات فقدان الوزن الناجم عن ممارسة الرياضة أو جراحة البدانة والتعرض المزمن للبرد والعوامل الدوائية (بيسفوسفونات وتيريباراتيد وميتفورمين).

## التشريح
تنشأ الخلايا الدهنية الموجودة في نقي العظم من الخلايا سليفات الخلايا الجذعية المتوسطة التي تكوّن الأرمات العظمية أيضًا. لذا، يُعتقد أن الخلايا الدهنية النقوية تنشأ بسبب توجه تمايز هذه الخلايا الجذعية نحو تشكيلها عوضًا عن تشكيل الخلايا أرومات العظم في سياق الإصابة بهشاشة العظام. يزداد النسيج الدهني في نخاع العظم في حالات البدانة ويمكن تثبيطه عن طريق ممارسة تمارين التحمل، ويرجح أن فيزيولوجيا النسيج الدهني في نخاع العظم تقارب فيزيولوجيا الأنسجة الدهنية البيضاء في سياق الجهد/الحِمل الميكانيكي.

## الفيزيولوجيا

### التنظيم بالجهد
أُظهر دور المجهود البدني في تنظيم النسيج الدهني في نخاع العظم أول مرة في دراسة أجريت على القوارض ونُشرت في 2014. وأُكد هذا الدور لدى البشر. أظهرت دراسات متعددة قدرة الجهد على خفض النسيج الدهني في نخاع العظم بالتزامن مع زيادة في كمية العظم. وبما أن الجهد يزيد من كمية العظم ويقلل النسيج الدهني في نخاع العظم ويزيد من التعبير عن مؤشرات أكسدة الحموض الدسمة في العظم، يبدو أن النسيج الدهني في نخاع العظم يوفر مصدرًا للطاقة في عمليتي بناء العظم وهدمه المحرضتين بالجهد. تُستثنى من ذلك حالات تقييد السعرات الحرارية، إذ لا يترافق فيها انخفاض النسيج الدهني في نخاع العظم مع ازدياد تكون العظم، وقد يترافق بخسارة العظم. يبدو أن توفر الطاقة ضروري للسماح بتنظيم النسيج الدهني في نخاع العظم من خلال الجهد. الاستثناء الآخر هو الحثل الشحمي، وهي حالة تقل فيها المخازن الدهنية في الجسم، وفيها يمكن أن يحدث هدم عظمي محرض بالجهد مع وجود كميات قليلة من النسيج الدهني في نخاع العظم.

### العلاقة بالأنواع الأخرى من النسيج الدهني
يحمل النسيج الدهني في نخاع العظم صفات النسيج الدهني الأبيض والبني. ولكن الدراسات الحديثة بينت أنه مستودع دهني فريد ومتميز جزيئيًا ووظيفيًا عنهما. يوفر الدهن الأبيض في الطبقة تحت الجلد طاقة مخزنة، ويُعد ميزة تطورية في أوقات شح الغذاء، وهو مصدر الأديبوكينات والمؤشرات الالتهابية ذات التأثيرات الإيجابية (أديبونكتين) والسلبية على الحالة القلبية الوعائية. بينما يعد النسيج الدهني الأبيض الحشوي مختلفًا في أنه «يترافق باطراد مع المراضة الوعائية القلبية والاستقلابية». يختلف النسيج الدهني البني عن النوعين السابقين اختلافًا جوهريًا بمجموعة بروتينات تمنحه دورًا مولدًا للحرارة. ينفصل النسيج الدهني في نخاع العظم عن النسيجين الدهنيين الأبيض والبني «بموقعه في نخاع العظم، ومنشأ خلاياه الدهنية من خلايا جذعية متوسطية في نخاع العظم إيجابية مستقبلات الليبتين، ويتميز عن المخازن الدهنية خارج نخاع العظم بالتعبير الزائد عن عوامل النسخ العظمي»، ويبدو أنه نمط ظاهري مختلف من النسيج الدهني. لوحظ حديثًا أن النسيج الدهني في نخاع العظم ينتج نسبة أكبر من أديبونكتين، وهو أديبوكين يترافق باستقلاب أفضل، بالمقارنة مع النسيج الدهني الأبيض، ويقترح ذلك وجود وظيفة غدية صماوية مشابهة لوظيفة النسيج الدهني الأبيض ومختلفة عنها.

### التأثير على صحة العظام
يزداد النسيج الدهني في نخاع العظم عندما تصبح العظام هشة. ويُعتقد أنه ينتج عن توجه تمايز الخلايا الجذعية المتوسطية نحو تكوين خلايا دهنية عوضًا عن التمايز إلى أرومات عظمية استنادًا إلى العلاقة العكسية بين تكوين النسيج العظمي والنسيج الدهني في حالات هشاشة العظام. أظهرت الدراسات السريرية التي اعتمدت التحليل الطيفي بالرنين المغناطيسي زيادة في كمية النسيج الدهني في نخاع العظم لدى مرضى هشاشة العظام. يقلل العلاج بالإستروجين في حالات هشاشة العظام بعد انقطاع الطمث من النسيج الدهني في نخاع العظم. تعمل العلاجات المضادة للارتشاف مثل ريسيدرونات أو زوليدرونات أيضًا على تقليل النسيج الدهني في نخاع العظم مع زيادة كثافة العظام، ما يدعم العلاقة العكسية بين كمية العظام والنسيج الدهني في نخاع العظم. مع التقدم في السن، تنخفض كمية العظام ويُعاد توزيع الدهون من النسيج تحت الجلد إلى مواقع هاجرة مثل نخاع العظم والعضلات والكبد. ترتبط الشيخوخة بانخفاض تكوّن العظم وميل الخلايا الجذعية المتوسطية نحو تشكيل خلايا دهنية، يمثل هذا الانحياز المرتبط بالشيخوخة تعبيرًا زائدًا عن الجين PPARy أو انخفاضًا في التعبير عن الجين WNT10B. وبالتالي، يُعتقد أن هشاشة العظام، وترقق العظام، وكسور هشاشة العظام مرتبطة بالآليات التي تعزز تراكم النسيج الدهني في نخاع العظم.

### صيانة الخلايا الجذعية المكونة للدم
يفرز النسيج الدهني النقوي عوامل تعزز تجدد الخلايا الجذعية المكونة للدم في العظام معظمها.
توجد الخلايا المكونة للدم في نخاع العظم مع النسيج الدهني النقوي. تُشتق الخلايا المكونة للدم من الخلايا الجذعية المكونة للدم التي تشكّل خلايا متنوعة: خلايا الدم، وخلايا الجهاز المناعي، والخلايا التي تهدم العظام (الخلايا ناقضات العظم). يحدث تجديد الخلايا الجذعية المكونة للدم في عش الخلايا الجذعية في نقي العظم، ويشكل هذا العش بيئة دقيقة تحتوي على خلايا وعوامل مُفرزة تعزز تجدد الخلايا الجذعية المكونة للدم وتمايزها. تُعد دراسة عش الخلايا الجذعية مهمة للمتخصصين في علاج الأورام من أجل تحسين علاجات السرطانات الدموية. وبما أن علاج هذه السرطانات يتطلب غالبًا زرع نخاع العظم، من الضروري الاهتمام بتحسين تجدد هذه الخلايا الجذعية.

## القياس
من أجل فهم فيزيولوجيا النسيج الدهني في نخاع العظم، طُبقت طرق تحليلية مختلفة. يصعب عزل النسيج الدهني النقوي وقياس كميته لأنه منتشر بين عناصر عظمية وعناصر مكوِنة للدم. وحتى وقت قريب، اعتمدت القياسات النوعية للنسيج الدهني في نخاع العظم على الدراسة النسيجية للعظم، التي تتعرض للتحيز في اختيار الموقع ولا يمكنها تحديد حجم الدهون في النخاع تحديدًا مناسبًا. ومع ذلك، فإن التقنيات النسيجية والتثبيت تتيح إمكانية تصور النسيج الدهني في نخاع العظم، والتقدير الكمي لحجم النسيج الدهني النقوي، وارتباط النسيج الدهني في نخاع العظم ببطانة العظم المحيطة، وبيئة الخلايا، والعوامل المفرَزة.
أدت التطورات الحديثة في تحديد الواسمات على سطح الخلية وداخلها وتحليلات الخلية المفردة إلى دقة أكبر وتقدير كمي عالي الإنتاجية خارج الجسم الحي. يمكن استخدام القياس الكمي للتدفق الخلوي لتنقية الخلايا الدهنية من الجزء الوعائي اللحمي لمعظم مخازن الدهون. أشارت الأبحاث المبكرة التي استخدمت هذه الآليات إلى أن الخلايا الشحمية كبيرة جدًا وهشة ولا يمكن تنقيتها باستخدام مقياس الخلايا، الذي يعرضها للتحلل. ومع ذلك، أُحرز تقدم حديث للتخفيف من هذه المشكلة. لا تزال هذه المنهجية مترافقة بتحديات تقنية، وغير متوفرة للكثيرين في المجتمع البحثي.